# الأم صربيا

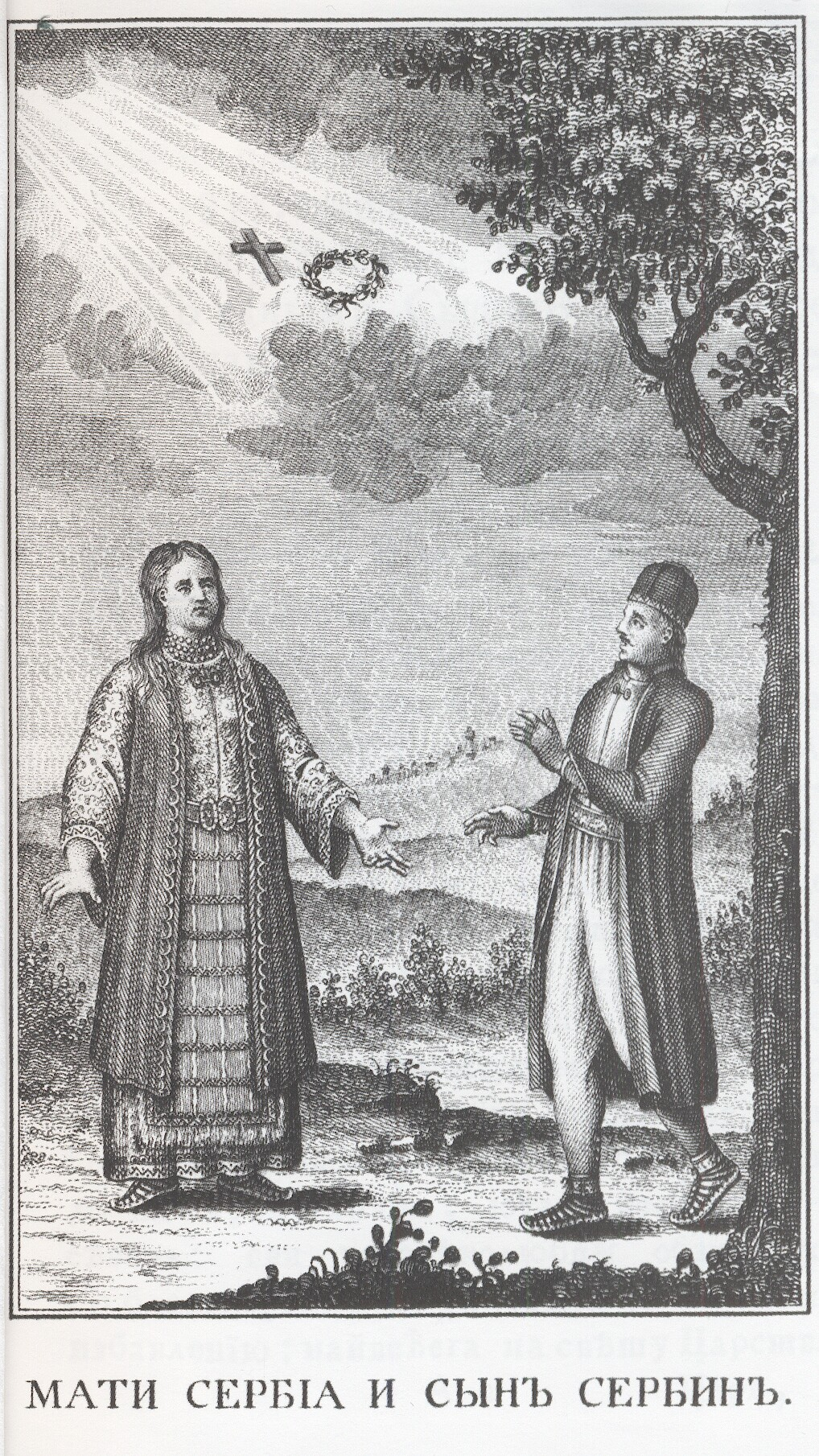
"الأم صربيا وابنه الصربي"، القرن 19، طباعة حجرية

الأم صربيا (بالصربية: Majka Srbija/Мајка Србија، بالألمانية: Mutter Serbien) وأم الصربيين (Srpska majka/Српска мајка) أو أم جميع الصرب هي التجسيد الوطني لصربيا، التي هي الدولة القومية للصرب. وقد استخدمت كأم استعارية لجميع الصرب. وكل الأساطير والقصائد الوطنية الصربية تستدعي باستمرار الأم صربيا.
الأراضي التي سكنها الصرب خارج صربيا ميتم تمثيلها على أنها أولاد الأم صربيا.